# Herb gminy Świętajno (powiat olecki)
Herb gminy Świętajno – symbol gminy Świętajno.

## Wygląd i symbolika
Herb przedstawia na tarczy w polu błękitnym trzy złote ryby płynące w pas, a za nimi złotą kotwicę z lewa w skos.